# 鳥足龍屬
鳥足龍屬（學名：Avipes）意為「鳥類的足部」，可能是種獸腳亞目恐龍，生存於三疊紀中期，化石發現於德國的一處砂岩地層。
模式種是A. dillstedtianus，是由弗雷德里克·馮·休尼（Friedrich von Huene）在1932年建立、命名，化石只包含蹠骨，不足以確定其分類，所以目前的狀態為疑名。
鳥足龍最初被分類於虛骨龍類或角鼻龍下目。在2000年，鳥足龍被認為是種主龍類的分類未定屬。
鳥足龍身長估計約1公尺，高度為40公分，體重為10公斤。